# Caralluma geniculata
Caralluma geniculata là một loài thực vật có hoa trong họ La bố ma. Loài này được (Gravely & Mayur.) Meve & Liede mô tả khoa học đầu tiên năm 2002.